# Gorcy
Gorcy ist eine französische Gemeinde mit 2.968 Einwohnern (Stand: 1. Januar 2022) im Département Meurthe-et-Moselle in der Region Grand Est (bis 2015 Lothringen). Sie gehört zum Arrondissement Val-de-Briey und zist Mitglied im Gemeindeverband Grand Longwy Agglomération. Die Einwohner werden Gorcéens und Gorcéennes genannt.

## Geografie
Die Gemeinde Gorcy liegt an der Grenze zu Belgien, fünf Kilometer westlich von Longwy. Umgeben wird Gorcy von den Nachbargemeinden Musson (Belgien) im Norden, Cosnes-et-Romain im Osten und Süden sowie Ville-Houdlémont im Westen. 

## Geschichte
Der Ort wurde erstmals 1082 urkundlich erwähnt. 1832 wurde hier ein erster Hochofen errichtet. Mit dem Niedergang der Montan- und Stahlindustrie wurde die letzte Einrichtung 1983 geschlossen.

### Bevölkerungsentwicklung
| Jahr      | 1962 | 1968 | 1975 | 1982 | 1990 | 1999 | 2006 | 2012 | 2019 |
| Einwohner | 2228 | 2364 | 2686 | 2473 | 2168 | 2130 | 2333 | 2529 | 2877 |

## Sehenswürdigkeiten
- Pfarrkirche Saint-Jean-Baptiste aus dem 19. Jahrhundert
- Schloss Parivaux, 1898 bis 1900 erbaut, im Zweiten Weltkrieg stark beschädigt
- Schloss La Martinière, Anfang des 17. Jahrhunderts erbaut
- Rathaus, genannt „Schloss von Gorcy“, im 16. Jahrhundert erbaut, 1671 stark beschädigt, renoviert im 18. Jahrhundert, im 19. Jahrhundert erweitert

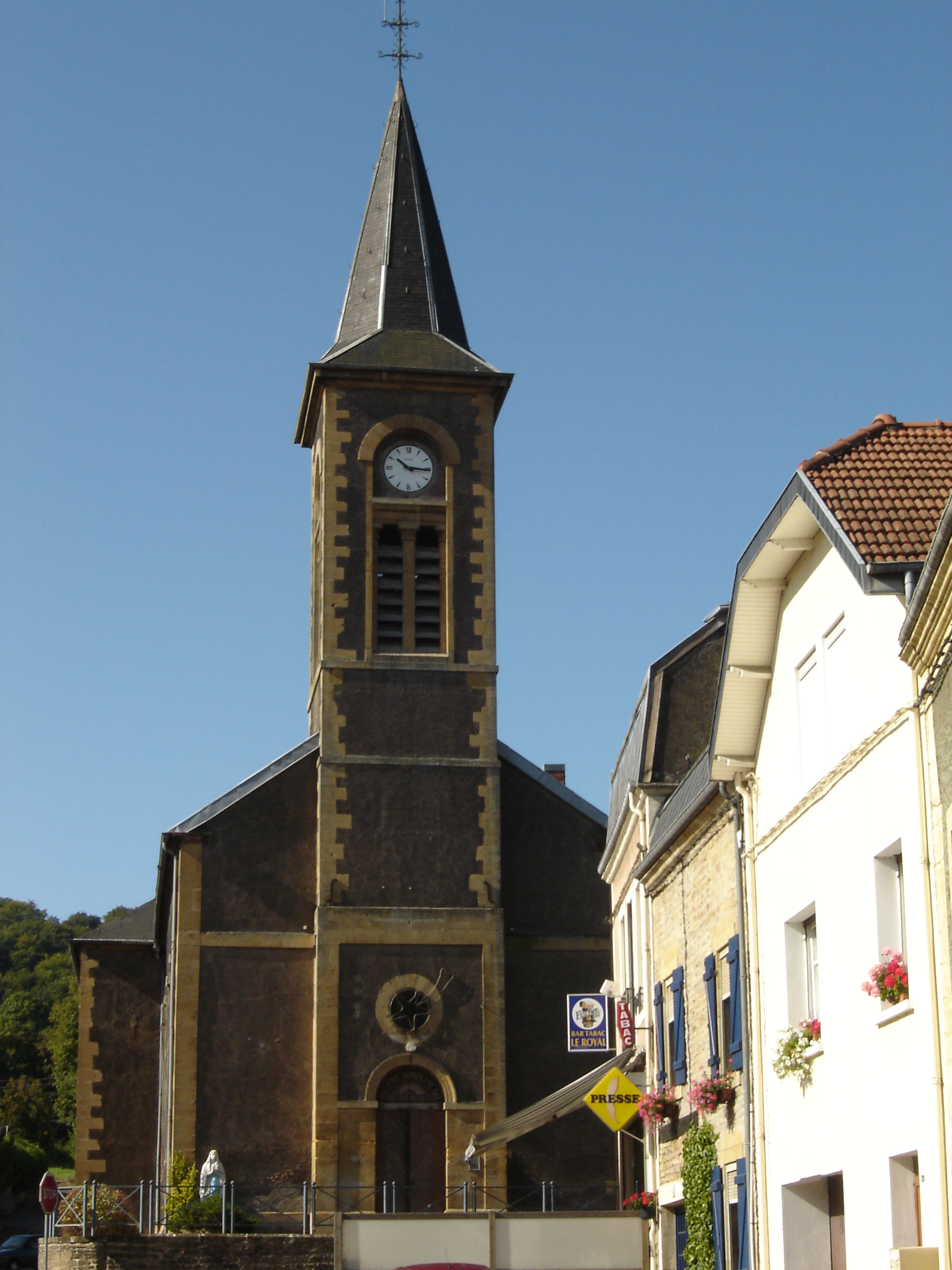
Pfarrkirche Saint-Jean-Baptiste
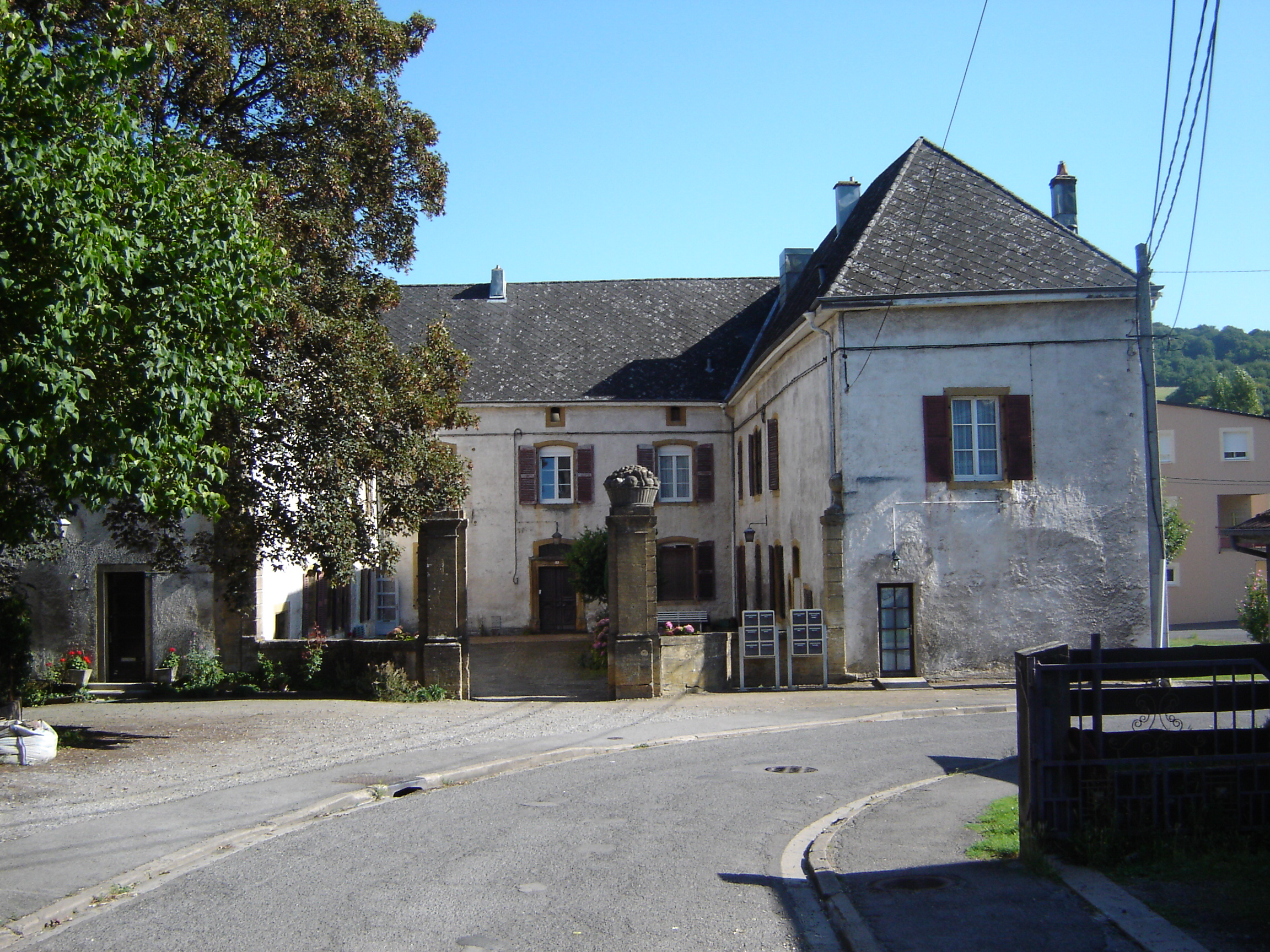
Schloss La Martinière